# Vitrey-sur-Mance
Vitrey-sur-Mance és un municipi francès situat al departament de l'Alt Saona i a la regió de Borgonya - Franc Comtat. L'any 2007 tenia 263 habitants.

## Demografia

### Població
El 2007 la població de fet de Vitrey-sur-Mance era de 263 persones. Hi havia 121 famílies, de les quals 44 eren unipersonals (11 homes vivint sols i 33 dones vivint soles), 55 parelles sense fills, 18 parelles amb fills i 4 famílies monoparentals amb fills.
La població ha evolucionat segons el següent gràfic:
Habitants censats

### Habitatges
El 2007 hi havia 205 habitatges, 131 eren l'habitatge principal de la família, 41 eren segones residències i 33 estaven desocupats. 194 eren cases i 9 eren apartaments. Dels 131 habitatges principals, 110 estaven ocupats pels seus propietaris, 14 estaven llogats i ocupats pels llogaters i 6 estaven cedits a títol gratuït; 3 tenien dues cambres, 16 en tenien tres, 42 en tenien quatre i 70 en tenien cinc o més. 110 habitatges disposaven pel capbaix d'una plaça de pàrquing. A 66 habitatges hi havia un automòbil i a 41 n'hi havia dos o més.

## Economia
El 2007 la població en edat de treballar era de 144 persones, 82 eren actives i 62 eren inactives. De les 82 persones actives 75 estaven ocupades (37 homes i 38 dones) i 9 estaven aturades (4 homes i 5 dones). De les 62 persones inactives 40 estaven jubilades, 7 estaven estudiant i 15 estaven classificades com a «altres inactius».

### Ingressos
El 2009 a Vitrey-sur-Mance hi havia 140 unitats fiscals que integraven 274 persones, la mediana anual d'ingressos fiscals per persona era de 16.369,5 €.

### Activitats econòmiques
Dels 17 establiments que hi havia el 2007, 1 era d'una empresa alimentària, 1 d'una empresa de fabricació d'altres productes industrials, 4 d'empreses de comerç i reparació d'automòbils, 2 d'empreses de transport, 1 d'una empresa d'hostatgeria i restauració, 1 d'una empresa financera, 1 d'una empresa immobiliària, 3 d'empreses de serveis, 2 d'entitats de l'administració pública i 1 d'una empresa classificada com a «altres activitats de serveis».
Dels 7 establiments de servei als particulars que hi havia el 2009, 1 era una gendarmeria, 1 oficina de correu, 1 una oficina bancària, 1 taller de reparació d'automòbils i de material agrícola, 1 perruqueria, 1 veterinari i 1 restaurant.
Dels 2 establiments comercials que hi havia el 2009, 1 era una botiga de menys de 120 m² i 1 una botiga de material de revestiment de parets i terra.
L'any 2000 a Vitrey-sur-Mance hi havia 15 explotacions agrícoles que ocupaven un total de 1.088 hectàrees.

## Equipaments sanitaris i escolars
L'únic equipament sanitari que hi havia el 2009 era una farmàcia.
El 2009 hi havia una escola elemental integrada dins d'un grup escolar amb les comunes properes formant una escola dispersa.

## Poblacions més properes
El següent diagrama mostra les poblacions més properes.